# Khankham Malaythong

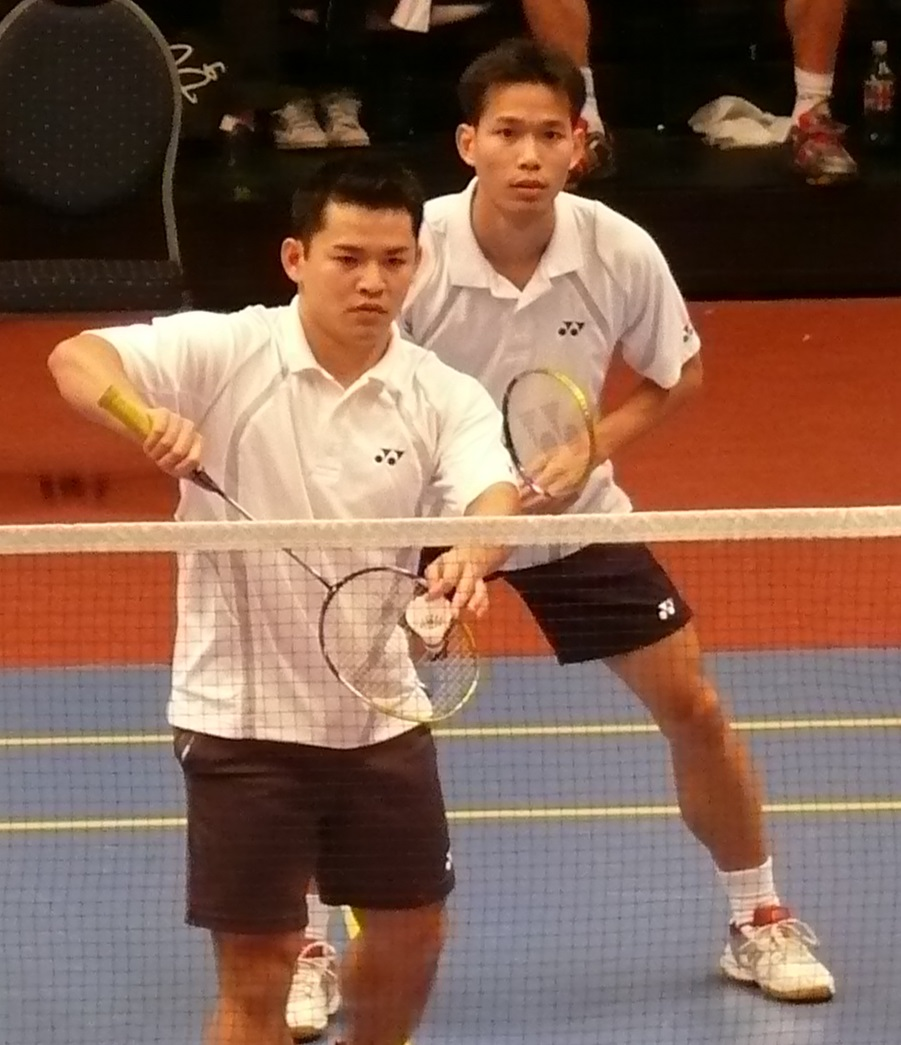
Bach and Malaythong

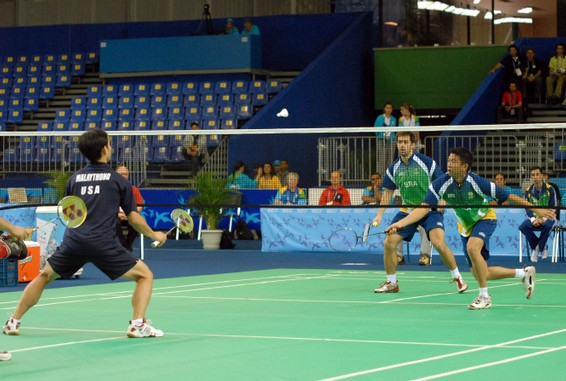
Bob Malaythong im Doppel mit Howard Bach gegen Guilherme Kumasaka und Guilherme Pardo bei den Panamerikaspielen 2007

Khankham „Bob“ Malaythong (* 10. April 1981 in Vientiane, Laos) ist ein US-amerikanischer Badmintonspieler laotischer Herkunft.

## Karriere
2002 gewann Bob Malaythong die US Open und die Boston Open im Herrendoppel mit Tony Gunawan. Ein Jahr später gewann er die US-Meisterschaft im Herrendoppel. Bis 2008 war er bei den genannten drei Veranstaltungen in steter Regelmäßigkeit erfolgreich. Bei den Panamerikameisterschaften siegte er 2005 im Doppel mit Raju Rai. 2008 nahm er an den Olympischen Spielen teil.

## Sportliche Erfolge
| Saison | Veranstaltung              | Disziplin    | Platz | Name                                   |
| ------ | -------------------------- | ------------ | ----- | -------------------------------------- |
| 2002   | Boston Open                | Herrendoppel | 1     | Tony Gunawan / Khankham Malaythong     |
| 2002   | US Open                    | Herrendoppel | 1     | Tony Gunawan / Khankham Malaythong     |
| 2003   | USA: Einzelmeisterschaften | Herrendoppel | 1     | Tony Gunawan / Khan Malaythong         |
| 2003   | US Open                    | Herrendoppel | 1     | Tony Gunawan / Khankham Malaythong     |
| 2004   | Boston Open                | Herrendoppel | 1     | Khan Malaythong / Raju Rai             |
| 2005   | Panamerikameisterschaft    | Herrendoppel | 1     | Khan Malaythong / Raju Rai             |
| 2005   | USA: Einzelmeisterschaften | Mixed        | 1     | Khan Malaythong / Mesinee Mangkalakiri |
| 2005   | USA: Einzelmeisterschaften | Herrendoppel | 1     | Howard Bach / Khan Malaythong          |
| 2005   | US Open                    | Mixed        | 1     | Khan Malaythong / Mesinee Mangkalakiri |
| 2006   | Boston Open                | Herrendoppel | 1     | Howard Bach / Bob Malaythong           |
| 2006   | USA: Einzelmeisterschaften | Herrendoppel | 1     | Howard Bach / Khan Malaythong          |
| 2007   | Panamerikameisterschaft    | Herrendoppel | 2     | Khan Malaythong / Howard Bach          |
| 2007   | Panamerikameisterschaft    | Mixed        | 3     | Mesinee Mangkalakiri / Khan Malaythong |
| 2007   | Boston Open                | Herrendoppel | 1     | Halim Haryanto / Bob Malaythong        |
| 2007   | USA: Einzelmeisterschaften | Herrendoppel | 1     | Howard Bach / Khan Malaythong          |
| 2008   | Boston Open                | Herrendoppel | 1     | Howard Bach / Bob Malaythong           |
| 2008   | US Open                    | Herrendoppel | 1     | Howard Bach / Khan Bob Malaythong      |